# 無線学会
無線学会（むせんがっかい、IRE: Institute of Radio Engineers）は、1912年から1962年まで存在した、アメリカ合衆国に本拠を置く電気・電子工学の学会である。1963年1月1日にアメリカ電気学会(AIEE)と合併してIEEE(Institute of Electrical and Electronics Engineers)となった。日本語では、直訳して「無線技術者協会」と表記されることもある。

## 設立
1908年から1912年にかけて、無線技術者の技術組織を形成しようとする試みがいくつあった。その中に、Society of Wireless Telegraph Engineers(SWTE)とthe Wireless Institute(TWI)があった。1912年、SWTEとTWIが合併してニューヨークで無線学会(IRE)が設立された。既に電気工学の学会としてアメリカ電気学会(AIEE)があったが、IREの創設者たちは、AIEEは保守的すぎて、電力分野に焦点を絞り過ぎていると考えていた。また、創設者たちは、AIEEのような「アメリカの」学会ではなく国際的な学会とすることを目指し、役員の一部を米国外から選出するという方針を採用した。
20世紀前半に無線通信は大きな発展を遂げ、IREには無線システムの開発者・運用者のための成長する専門家コミュニティとして、標準化、調査、そして、新しい成果を実務家や研究者の間に権威付けをもって普及させるという役割が求められるようになった。この要求を満たすために、IREは各種の専門誌を創刊した。その中で最も注目すべきは、1913年に創刊され、アルフレッド・ノートン・ゴールドスミスが41年間編集を続けた"Proceedings of the IRE"（現 "Proceedings of the IEEE"）である。また、周波数スペクトル、変調技術、試験方法、無線機器の標準化と規制のあらゆる側面に積極的に参加した。そして、会員間の協力と交流のために、地域グループ（1914年開始）と専門家グループ（1948年開始）を組織した。IREは、連邦無線委員会（1927年設立、現 連邦通信委員会）の計画において主要な役割を務め、規格の制定に関してアメリカ電機工業会、無線製造者協会（電子工業会の前身）、ラジオ・テレビ製造者協会、全米テレビジョンシステム委員会と密接に協力して活動した。IREは、1914年にIREフェローの会員資格を制定し、専門家としての認知度を高めるプログラムを開始した。最初のフェローは、無線電信のパイオニアであるヨーナタン・ツェネック（1871-1959）だった。
IREの初代会長は、アメリカ電信会社(Wireless Company of America)のチーフエンジニアであるロバート・H・マリオットだった。IREの他の著名な会長には、アーヴィング・ラングミュア（1923年）、ジョン・H・モーレクロフト（1924年）、リー・ド・フォレスト（1930年）、ルイス・アラン・ヘイゼルティン（1936年）、フレデリック・ターマン（1941年）、アーサー・F・ヴァンダイク（1942年）、ウィリアム・ヒューレット（1954年）、アーンスト・ウェバー（1959年。IEEEの初代会長でもある）、パトリック・E・ハガティ（1962年）がいる。

## 合併
1940年代初頭まではIREは比較的小規模な組織だったが、1940年代の電気通信の重要性の高まりと電子工学の分野の出現により、IREはより多くの研究者・学生を惹きつけるようになった。電気工学の学生や若手研究者は、競合団体であるAIEEよりもIREを支持していた。1957年には、IREの会員は約57,000人となり、会員数がAIEEを上回った。その年から、2つの組織の合併についての交渉が始まり、1963年に新しい学会、Institute of Electrical and Electronics Engineers(IEEE)となった。合併に反対したIREとAIEEの会員は、その後、Society of Broadcast Engineersなどの新たな団体を設立した。

## 賞
IREは毎年、IRE栄誉賞(IRE Medal of Honor)を授与していた。これはIEEEに引き継がれ、現在はIEEE栄誉賞(IEEE Medal of Honor)となっている。